# Intel 4040
El Intel 4040 fue un microprocesador sucesor del Intel 4004. Fue lanzado al mercado en 1974. Diseñado por Federico Faggin (quien propuso la arquitectura y condujo el proyecto) y Tom Innes.
El 4040 fue usado primariamente en juegos, pruebas, desarrollo, y equipos del control. El paquete del 4040 era más de dos veces el ancho del 4004 y tenía 24 pines en lugar de los 16 del 4004. El 4040 agregó 14 instrucciones, un espacio más grande para el stack (7 niveles en vez de 3), un espacio para programas de 8kB, 8 registros adicionales, y habilidades de interrupción (incluyendo sombras (shadows) de los primeros 8 registros).
La familia 4040 es también referida como el MCS-40.

## Nuevas características
- Interrupciones
- Ejecución paso a paso

## Extensiones
- Conjunto de instrucciones ampliado a 60 instrucciones.
- Memoria de programa ampliada a 8 kbytes.
- Registros ampliados a 24.
- Pila de llamadas ampliada a 7 niveles de profundidad.

## Nuevos chips de soporte
- 4201 - Generador de reloj de entre 500 y 740 kHz usando cristales de entre 4 y 5.185 MHz.
- 4308 - ROM de 1 Kbyte.
- 4207 - Puerto de salida de tamaño byte de propósito general.
- 4209 - Puerto de entrada de tamaño byte de propósito general.
- 4211 - Puerto de entrada/salida de tamaño byte de propósito general.
- 4289 - Interfaz de memoria estándar (reemplaza al 4008/4009).
- 4702 - UVEPROM de 256 bytes.
- 4316 - ROM de 2 kbytes.
- 4101 - RAM de 256 nibbles (4 bits).
- 4002 - RAM de 320 bits (80 x 4) y 4 salidas discretas.